# Möhlenwarf

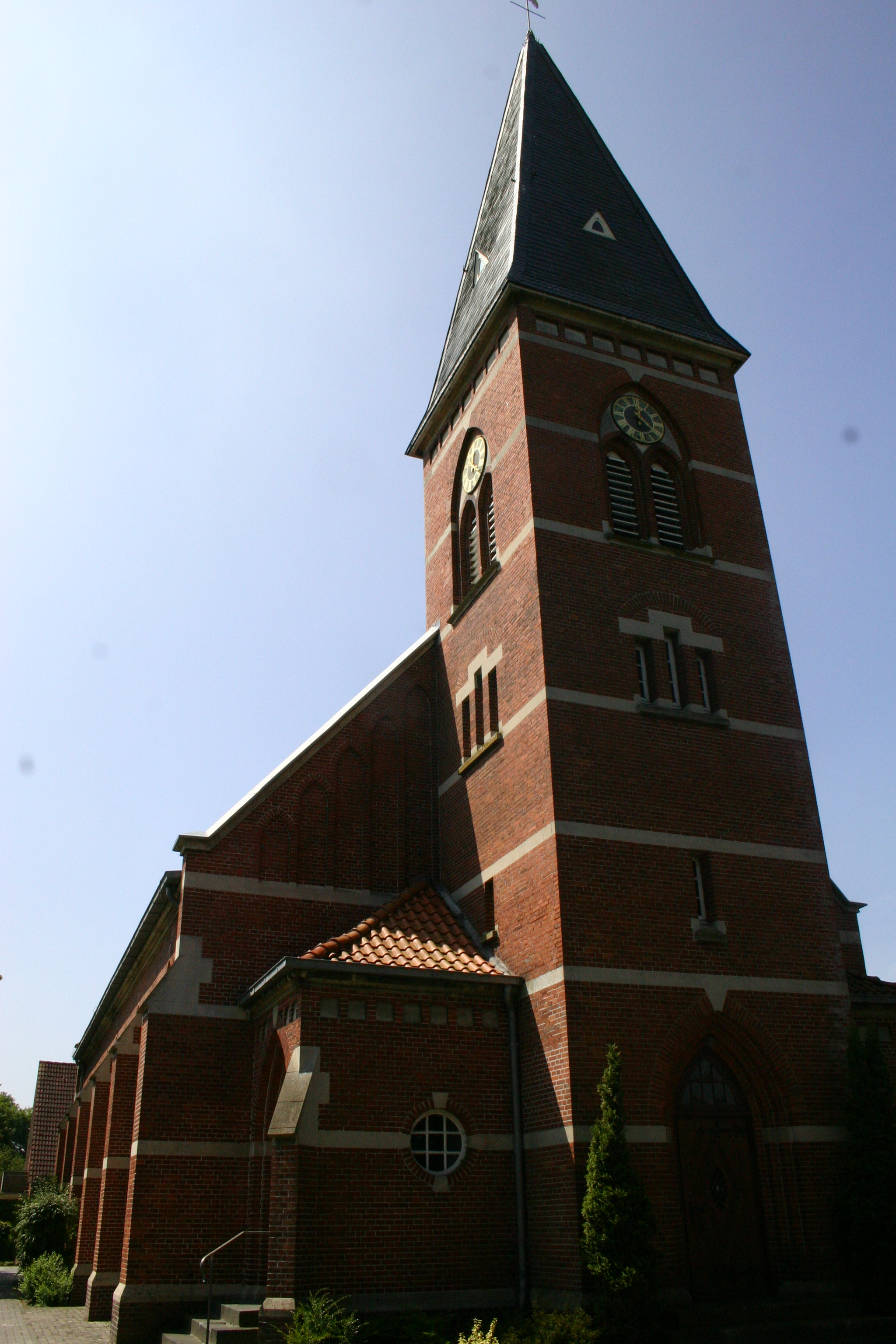
Kerk van Möhlenwarf

Möhlenwarf is een dorp in het Duitse deel van het Reiderland. Bestuurlijk is het een deel van de stad Weener in de Landkreis Leer. Möhlenwarf is een betrekkelijk jong dorp. De oudste bewoning stamt uit de achttiende eeuw. In 1905 kreeg het dorp een eigen kerk.
- Virtual International Authority File: 243849120